# Ямасина Ёсимаро
Маркиз Ёсимаро Ямасина (яп. 山階 芳麿 Ямасина Ёсимаро:, 5 июля 1900, Токио — 28 января 1989, Токио) — японский орнитолог, представитель одной из младших ветвей японской императорской фамилии. Основатель Института орнитологии Ямасина.

## Биография
Ёсимаро Ямасина родился в Кодзимати, районе Токио. Второй сын принца Кикумаро Ямасины (1873—1908) и принцессы Норико (Кудзё) Ямасины. Его мать была сводной сестрой наследной принцессы Садако, а сам Ёсимаро был племянником наследного принца Ёсихито, будущего императора Тайсё. С раннего возраста любил птиц, которые в большом количестве обитали во владениях дома Ямасина в Токио.
Ёсимаро Ямасина учился в элитной школе Гакусюин, по распоряжению императора Мэйдзи поступил в Императорскую армию Японии, окончив 33-й класс Военной академии Императорской армии Японии по специальности артиллерист.
В 1920 году после пересмотра Закона об императорском доме Ёсимаро Ямасина утратил статус имперского принца, но 20 июля получил титул маркиза и члена палаты пэров. Ему было присвоено звание лейтенанта в тот же день, также он был награждён Большим крестом ордена Восходящего Солнца. Тем не менее в 1929 году он оставил военную службу, чтобы занимать зоологией. В 1931 году маркиз окончил Токийский императорский университет.
В 1932 году Ёсимаро Ямасина создал Институт орнитологии Ямасина в Сибуя (Токио). Маркиз собрал в своём доме обширную коллекцию птиц и орнитологическую библиотеку. Он специализировался по изучению птиц Азии и Тихого океана, проводил научные исследования по птичьей цитологии. В 1942 году маркиз получил докторскую степень по исследованию гибридной стерильности под руководством профессора Огумы Мамору Хоккайдского императорского университета. В 1947 году по принятия новой японской конституции Ёсимаро Ямасина утратил свой дворянский титул и звание пэра.
После этого он посвятил свою жизнь генетическому исследованию хромосом птиц и исследованию ДНК различных птиц.
В 1984 году Институт орнитологии Ямасина переехал на своё нынешнее место — в город Абико в префектуре Тиба.
Ёсимаро Ямасина был автором многочисленных технических статей и нескольких книг. Он был соавтором «Списка японских птиц» и автором «Птиц Японии» (1961). В 1981 году он описал новый вид нелетающих птиц (Ямбару-куина) на острове Окинава. В 1966 году он был награждён японской медалью с пурпурной лентой, в 1977 году получил премию Жана Делакура. В 1978 году Ёсимаро получил орден Золотого Ковчега.
28 января 1989 года Ёсимаро Ямасина скончался в возрасте 88 лет — через три недели после смерти своего двоюродного брата императора Сёва. В 1992 году в его честь была создана Премия Ямасины Ёсимаро.

## Титулы
- 5 июля 1900 — 20 июля 1920 годы: «Его Императорское Высочество принц Ямасина Ёсимаро»
- 20 июля 1920 — 3 мая 1947 годы: «Ёсимаро, маркиз Ямасина»
- 3 мая 1947 — 28 января 1989 годы: «Доктор Ямасина Ёсимаро».